# Duck River (vattendrag i Australien, Tasmanien)
Duck River är ett vattendrag i Australien. Det ligger i delstaten Tasmanien, i den sydöstra delen av landet, omkring 290 kilometer nordväst om delstatshuvudstaden Hobart.
I omgivningarna runt Duck River växer i huvudsak städsegrön lövskog. Trakten runt Duck River är nära nog obefolkad, med mindre än två invånare per kvadratkilometer. Genomsnittlig årsnederbörd är 1 496 millimeter. Den regnigaste månaden är augusti, med i genomsnitt 233 mm nederbörd, och den torraste är februari, med 44 mm nederbörd.